# Major Ida
Major Ida Kellér Dezsőné (Budapest, 1920. június 22. – Budapest, 2005. január 14.) magyar színésznő, énekesnő, bábművész, előadóművész.

## Életpályája
1929 és 1931 között Lakner Bácsi Gyermekszínházának tagja volt. Színi tanulmányokat Rózsahegyi Kálmán színiiskolájában folytatott. 1935-ben a Király Színház szerződtette, 1937-ben az Arizona Mulatóban lépett fel. 1939-től a Pátria Hanglemezvállalat szerződtetett énekesnője volt. 1942 és 1949 között a Komédia Orfeumban, illetve 1945–től a Pódium Kabaréban, 1948-tól a Modern Színházban is szerepelt. 1951–től az Állami Bábszínház tagja volt. Fellépett a Vidám Színpadon és a Kamara Varietében is. Számos külföldi turnén – USA, Dánia, Izrael – vett részt. Férje, Kellér Dezső halála után nem szerepelt többé színpadon.

## Színházi szerepeiből
- Breitner János: Pesti körút (zenés varieté)... szereplő
- Ki a ludas? (kabaré)... szereplő
- Egyebek és emberek (kabaré)... szereplő
- Kellér Dezső – Szenes Béla: Az alvó férj... Naca
- Carlo Gozzi – Heltai Jenő – Ránki György: Szarvaskirály... Smeraldina
- Grimm fivérek – Maros Rudolf: Hamupipőke... Tündér
- Hans Christian Andersen – Szilágyi Dezső: A bűvös tűzszerszám... Királylány
- Ignácz Rózsa: Tündér Ibrinkó... Pöszke, Rettegj lánya
- Tersánszky Józsi Jenő: Misi Mókus kalandjai...  Misi Mókus
- Tamási Áron: Búbos vitéz ... Lórika, Hujki lánya
- Tatay Sándor: Kinizsi Pál... Császárné
- Mészöly Miklós – Ránki György: Terülj táska... Ilon; Erzsi
- Babay József – Buday Dénes: Csodatükör... Anyakirályné
- Benedek András – Tamássy Zdenko: Százszorszép... Mackó
- Erdődy János – Bágya András: New-York 42. utca...  Dinah nővér
- Rejtő Jenő – Tardos Péter: A szőke ciklon... Evelyn Weston

## Filmes és televíziós szerepei
- Nincsenek véletlenek (1939)... Dizőz
- Muki (1944)
- Mi újság a Futrinka utcában? (bábfilm sorozat 1961–1964)... Böbe baba
- Torzonborzka (magyar bábfilm, 1968)
- "Kedves közönség" (portréfilm)